# Абдул Сібомана
Абдул Сібомана (фр. Abdul Sibomana, нар. 10 грудня 1981) — руандійський футболіст, який грав на позиції захисника. Виступав, зокрема, за клуб АПР, а також національну збірну Руанди.

## Клубна кар'єра
Вихованець клубу АПР з Кігалі, в якому й провів усю професіональну кар'єру, починаючи з 1999 року й аж до її завершення в 2008 році. У складі АПР ставав 7 разів чемпіоном Руанди, 3 рази віце-чемпіоном, 4 рази володарем Кубка країни, 1 раз фіналістом Кубка, 1 раз володарем Суперкубка, 2 рази володарем Клубного Кубка КЕСАФА, 2 рази фіналістом Клубного Кубка КЕСАФА та 1 разу півфіналістом Кубка володарів кубків КАФ.

## Виступи за збірну
2000 року дебютував в офіційних матчах у складі національної збірної Руанди. У футболці національної команди виступав з 2000 по 2007 рік, всього зіграв в її складі 17 матчів, в тому числі провів 1 зустріч у відбірковому турнірі до чемпіонату світу 2002 року і 7 матчів у відбірковому турнірі до чемпіонату світу 2006 року
У складі збірної був учасником Кубка африканських націй 2004 року у Тунісі, де зіграв у 2-х поєдинках (з 3-х) своєї команди на турнірі (проти господарів та ДР Конго).

## Досягнення
- Чемпіонат Руанди
  -  Чемпіон (7): 1999, 2000, 2001, 2003, 2005, 2006, 2006/07
  -  Срібний призер (3): 2002, 2004, 2007/08

- Кубок Руанди
  -  Володар (4): 2002, 2006, 2006/07, 2007/08
  -  Фіналіст (1): 2001

- Суперкубок Руанди
  -  Володар (1): 2002

- Клубний кубок КЕСАФА
  -  Володар (2): 2004, 2007
  -  Фіналіст (2): 2000, 2005